# Pachycara crossacanthum
Pachycara crossacanthum is een straalvinnige vissensoort uit de familie van puitalen (Zoarcidae). De wetenschappelijke naam van de soort is voor het eerst geldig gepubliceerd in 1989 door Anderson.